# Гроснојхаузен
Гроснојхаузен (њем. Großneuhausen) општина је у њемачкој савезној држави Тирингија. Једно је од 55 општинских средишта округа Земерда. Према процјени из 2010. у општини је живјело 736 становника. Посједује регионалну шифру (AGS) 16068019.

## Географски и демографски подаци
Гроснојхаузен се налази у савезној држави Тирингија у округу Земерда. Општина се налази на надморској висини од 148 метара. Површина општине износи 11,9 km². У самом мјесту је, према процјени из 2010. године, живјело 736 становника. Просјечна густина становништва износи 62 становника/km².